# Catherine Destivelle
Catherine Destivelle (ur. 24 lipca 1960 w Oranie) – francuska alpinistka oraz wspinaczka sportowa znana z wielu samotnych, spektakularnych wejść na trudne ściany.

## Życiorys
Urodziła się w Algierii, jako najstarsza z sześciorga rodzeństwa, zaś wychowywała w Paryżu. Jej ojciec był wielkim miłośnikiem gór, toteż od najwcześniejszych lat rodzina wiele czasu spędzała w lasach Fontainebleau niedaleko Paryża. Wspinać zaczęła się w wieku 13 lat. Po kilkuletniej przerwie, spowodowanej zaangażowaniem w pracę fizjoterapeutki, w wieku 25 lat podjęła zmagania z górami.
W 1996 wyszła za mąż za Erika Descampa. W 1998 r. urodziła syna, Victora.
Gościła w Łodzi na 2. Explorers Festival 18 listopada 2000 r. oraz w Lądku-Zdroju na 24. Festiwalu Górskim 22 września 2019 r.

## Osiągnięcia

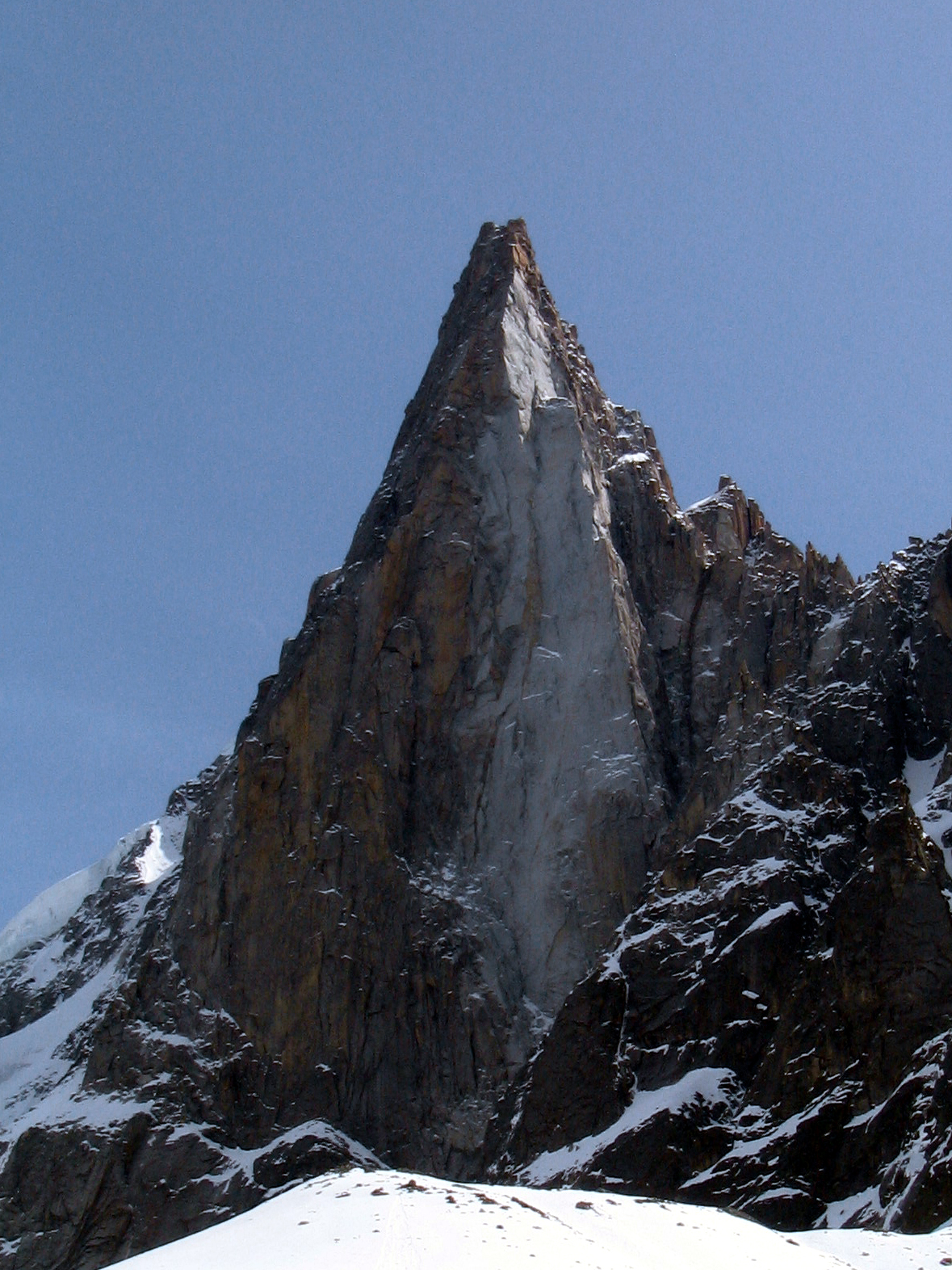
Północna ściana Petit Dru

W 1988 r. wspięła się na drogę Chouca o trudności 8a+ we francuskim rejonie wspinaczkowym Buoux. Była to wtedy najtrudniejsza droga pokonana przez kobietę, choć jeszcze w tym samym roku ów rekord został pobity przez Isabelle Patissier (pierwsze kobiece przejście drogi Sortilèges (Cimaï) o trudności 8b).
W 1990 zdobyła Trango Nameless Tower w Pakistanie oraz w ciągu 4 godzin Filar Bonattiego na Aiguille du Dru. W 1991 otworzyła nową drogę na zachodniej ścianie Aiguille du Dru podczas 11-dniowej samotnej wspinaczki.
10 marca 1992 jako pierwsza kobieta zdobyła samotnie (w ciągu 17 godzin) słynną północną ścianę Eigeru (3970 m). W tym samym roku weszła na Latok w Pakistanie. W 1993 w ciągu trzech dni zaliczyła solowe zimowe wejście na północną ścianę Grandes Jorasses, następnie przeszła zachodni filar Makalu w Himalajach. W 1994 przeszła zimą solo drogę Bonattiego na północnej ścianie Matterhornu.
W 1995 wspinała się na południowo-zachodnią ścianę Sziszapangmy w Tybecie oraz południową ścianę Annapurny. W tym samym roku miała wypadek podczas wspinaczki na Mount Ellsworth (Antarktyda) i na krótko przerwała wspinanie.
W 1999 w ciągu dwóch dni wspięła się północną ścianą Cima Grande di Lavaredo w Dolomitach. Była pierwszą kobietą, która pokonała tę ścianę samotnie.

### Osiągnięcia na zawodach wspinaczkowych
- 1986 – 1. w Rock Master (Arco) i Sportroccia (Bardonecchia) (Włochy)
- 1987 – 1. w Lyonie
- 1988 – 1. w Bardonecchia i 2. w Bercy
- 1989 – 1. w Snowbird (USA) i 4. w Birmingham (Wielka Brytania)
- 1990 – 3. w Snowbird

## Reportaże
Catherine Destivelle jest bohaterką wielu filmów dokumentalnych o wspinaczce. Powstały filmy z jej wypraw, m.in. w Mali (1987), Tajlandii (1989), Pakistanie (1990), na Petit Dru (1991), na Eigerze (1992), skałach w stanie Utah, Devil's Tower w stanie Wyoming (1992), lodowcach w Nepalu (1997), na skale Old Man of Hoy w Szkocji (1997) czy z lotu paralotnią ze szczytu Kilimandżaro.
Jest autorką reportaży ze wspinaczek w różnych górach Europy (klasztory Meteora w Grecji, Mallos de Riglos w Hiszpanii, Dolomity) dla magazynu "Paris Match".